# Neuglobsow

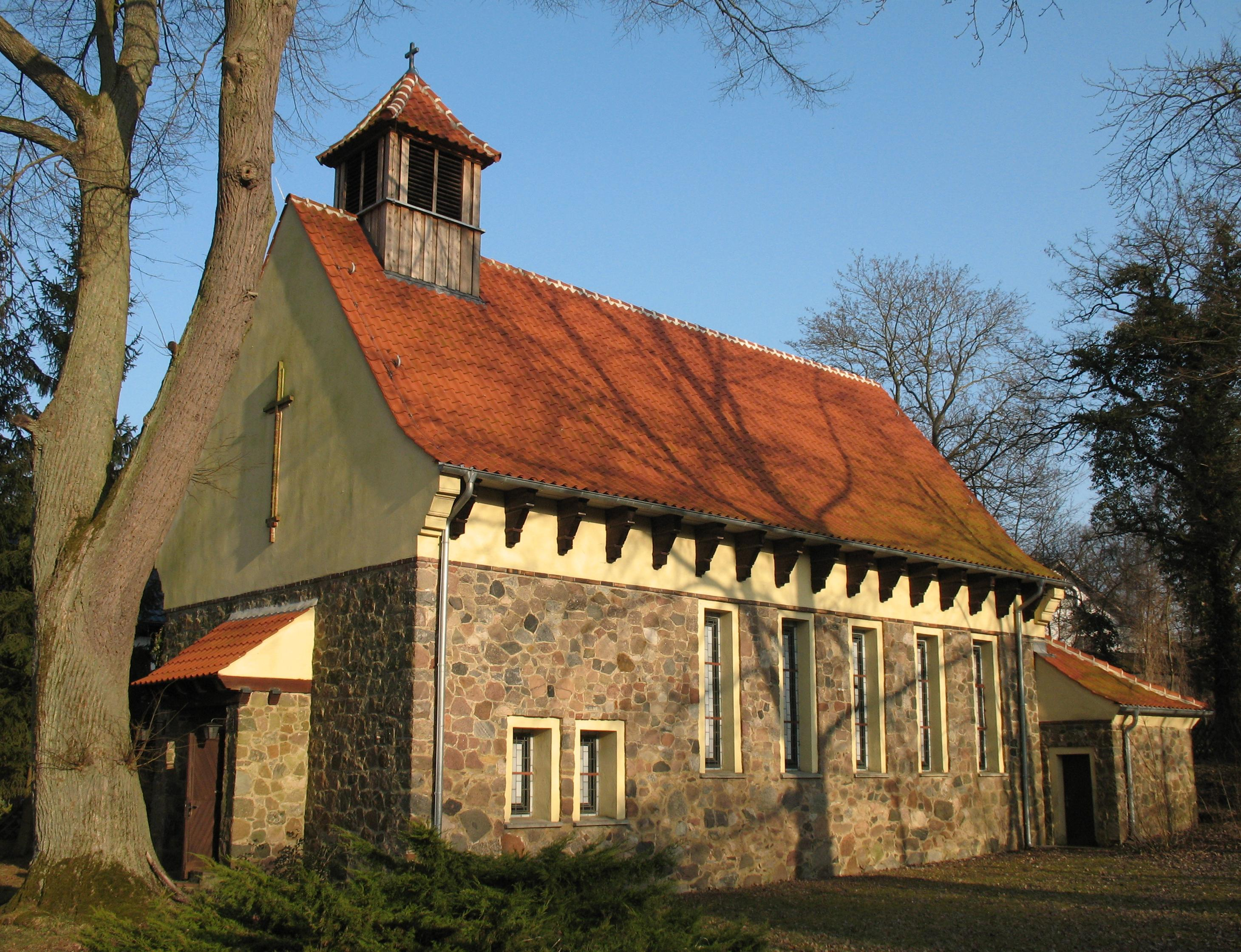
Kirche

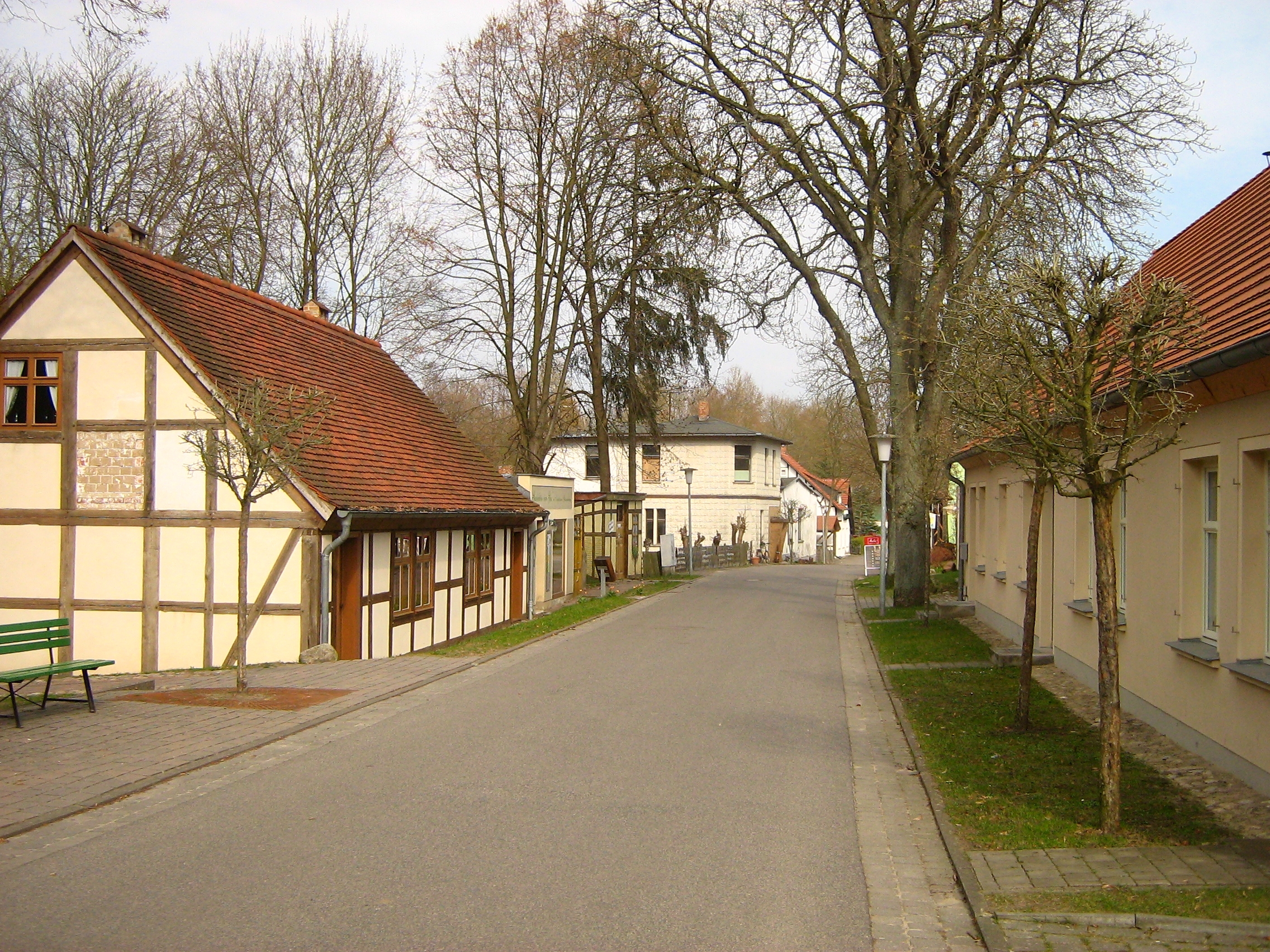
Dorfstraße

Neuglobsow ist eine ehemals selbstständige Gemeinde im Norden des Landkreises Oberhavel in Brandenburg am Ostufer des Großen Stechlinsees. Sie ist seit dem 27. September 1998 ein Ortsteil der Gemeinde Stechlin. Zu Neuglobsow gehört der Große Stechlinsee sowie der Dagowsee.
Neuglobsow ist per Fahrrad über den Radweg Berlin–Kopenhagen erreichbar.

## Geschichte
Der Ort entstand 1780 im Zusammenhang mit einer Glashütte, die bis ungefähr 1900 grünes Tafelglas herstellte. Gründerin war die 1733 geborene Johanna Louise Pirl. Die Betreiberin einer Glashütte im brandenburgischen Dorf Globsow zog aufgrund von Ressourcenverknappung mit ihrem Betrieb an den Dagowsee. Dort entstand Neuglobsow. Die Fachwerkhäuser der Glasmacher prägen noch heute das Ortsbild. Seit 2002 befindet sich dort ein Glasmuseum. Theodor Fontane besuchte Neuglobsow auf seinen Wanderungen durch die Mark Brandenburg und verarbeitete Landschaftseindrücke und Ortssagen in seinem Roman Der Stechlin.
Am 22. März 1989 erlangte Neuglobsow deutschlandweite Bekanntheit, weil eine Versammlung der Einwohner erstmals in der Geschichte der DDR die Kandidatenliste der SED für eine Kommunalwahl ablehnte und damit die Vorlage einer neuen Liste erzwang.
Von 1930 bis 1945 hatte Neuglobsow Bahnanschluss als Endstation der Stechlinseebahn. Das ehemalige Bahnhofsgebäude dient heute als Wohnhaus.
Seit dem 11. Oktober 2008 ist der Ortsteil staatlich anerkannter Erholungsort.

## Bevölkerungsentwicklung
| Jahr | Einwohner |
| ---- | --------- |
| 1875 | 246       |
| 1890 | 125       |
| 1925 | 201       |
| 1933 | 249       |
| 1939 | 259       |

| Jahr | Einwohner |
| ---- | --------- |
| 1946 | 365       |
| 1950 | 447       |
| 1964 | 373       |
| 1971 | 392       |
| 1981 | 499       |

| Jahr | Einwohner |
| ---- | --------- |
| 1985 | 497       |
| 1989 | 496       |
| 1990 | 493       |
| 1991 | 498       |
| 1992 | 496       |

| Jahr | Einwohner |
| ---- | --------- |
| 1993 | 472       |
| 1994 | 465       |
| 1995 | 470       |
| 1996 | 472       |
| 1997 | 457       |

Gebietsstand des jeweiligen Jahres

## Persönlichkeiten
- Johanna Louise Pirl (1733–1810), Glashütten-Betreiberin und Ortsbegründerin
- Hans Meyer (1849–1913), Schulprofessor und Lieder-Dichter, bestattet auf dem Neuglobsower Friedhof
- Karl Litzmann (1850–1936), General und NSDAP-Politiker
- Georg Ludwig Meyn (1859–1920), Porträt- und Genremaler
- Armin T. Wegner (1886–1978), Schriftsteller
- Lola Landau (1892–1990), Schriftstellerin
- Hanns Krause (1916–1994), Schriftsteller
- Lori Ludwig (1924–1986), Schriftstellerin
- Jürgen Graetz (* 1943), Fotograf